# Gangbuk-gu
Gangbuk-gu é um dos 25 gu (distritos de governo local) de Seul, a capital da Coreia do Sul. Seu nome deriva do fato de que está localizado ao norte do rio Han. Foi criado a partir do distrito limítrofe de Dobong (도봉구) em 1995.

## Divisões administrativas
- Songjung-dong (송중동 松中洞); Dong legal é Mia-dong
- Songcheon-dong (송천동 松泉洞); Dong legal é Mia-dong
- Samgaksan-dong (삼각산동 三角山洞); Dong legal é Mia-dong
- Samyang-dong (삼양동 三陽洞); Dong legal é Mia-dong
- Mia-dong (미아동 彌阿洞);[2] Dong legal é Mia-dong
- Beon-dong (번동  樊洞); Dong legal é Beon-dong
- Suyu-dong (수유동 水踰洞); Dong legal é Suyu-dong
- Insu-dong (인수동 仁壽洞); Dong legal é Suyu-dong
- Ui-dong (우이동 牛耳洞); Dong legal é Ui-dong

## Símbolos
- Árvore: Pinus densiflora
- Flor: Rhododendron mucronulatum
- Pássaro: Pega-rabuda

## Pontos de interesse
- Bongwhang-gak
- Fortaleza da Montanha Bukhan
- Templos Doseon, Hwagyesa, Bo-gwang, Yongdeok, Samsung, Bonwonjeongsa e Beopansa

## Transportes

### Linhas ferroviárias
- Metrô de Seul

- Linha 4 do Metrô de Seul

(Dobong-gu) ← Suyu — Mia — Miasamgeori → (Seongbuk-gu)